# Marie Reynoard

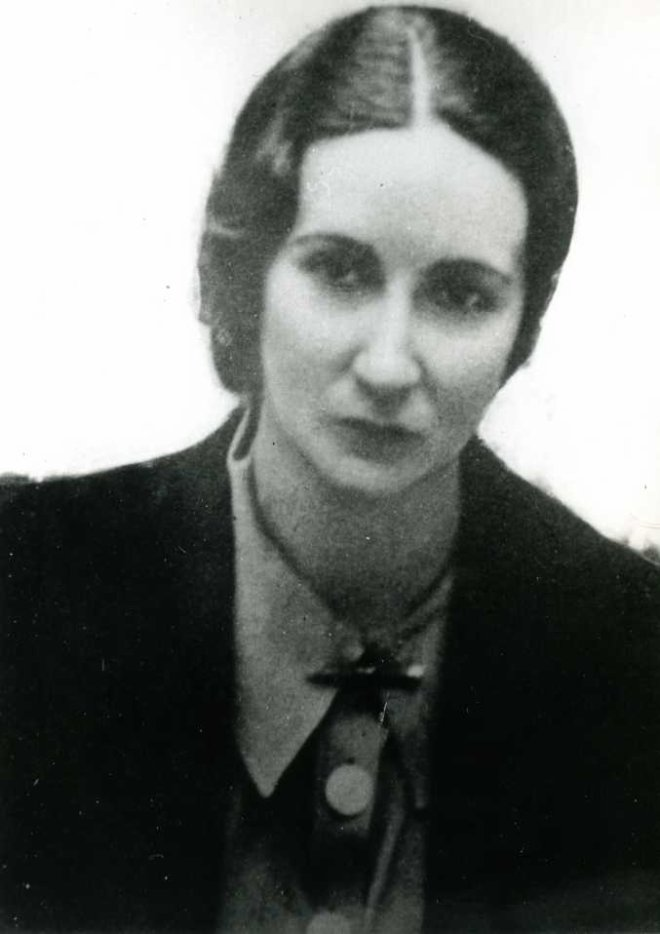
Marie Reynoard, 1925

Marie Reynoard (* 28. Oktober 1897 in Bastia (Korsika); † 30. Januar 1945 in Ravensbrück, Deutschland) war eine französische Lehrerin und Widerstandskämpferin gegen den Nationalsozialismus.

## Biografie
Marie Reynoard wurde 1897 auf der französischen Insel Korsika geboren. Sie besuchte die École normale supérieure de jeunes filles und studierte anschließend auf Lehramt. 1921 unterrichtete sie in Cahors und anschließend in Marseille, bevor sie 1936 an das Lycée Stendhal in Grenoble berufen wurde.
Trotz ihrer angeschlagenen Gesundheit, die sie zu Kuren in den Bergen zwang, schloss sie sich 1940 der Résistance an und gründet die Widerstandsbewegung Vérité. Während einer Reise nach Marseille lernte sie Henri Frenay, den Führer der Nationalen Befreiungsbewegung, kennen und versammelte die ersten Widerstandskämpfer in Grenoble. Ende November 1941 schlossen sich die Bewegungen Vérité et Liberté in Anwesenheit von Henri Frenay und François de Menthon unter dem Namen Französische Befreiung und anschließend Combat zusammen, der auch der Titel der geheimen Zeitung des Netzwerks wurde.
Anschließend übernahm sie die Leitung der Combat-Bewegung auf Departement-Ebene. Reynoard begann im Anschluss von Lyon aus mit dem Verteilen von Flugblättern. Sie wurde im Mai 1943 in Lyon von Jean Multon, einem Mitarbeiter von Klaus Barbie bei der Gestapo, verhaftet. Sie starb im Januar 1945 im KZ Ravensbrück.